# Zeggewinterkoning
De zeggewinterkoning (Cistothorus stellaris) is een zangvogel uit de familie Troglodytidae (winterkoningen).

## Verspreiding en leefgebied
Deze soort komt voor in zuidelijk-centraal en zuidoostelijk Canada en de noordoostelijke Verenigde Staten.